# Courage (film 1921)
Courage è un film muto del 1921 diretto e prodotto da Sidney A. Franklin con la propria casa di produzione. Di impianto drammatico, sceneggiato da Sada Cowan su un soggetto di Andrew Soutar, e ambientato in Scozia, il film aveva come interpreti Naomi Childers, Sam De Grasse, Lionel Belmore, Adolphe Menjou, Lloyd Whitlock, Alec B. Francis.

## Trama

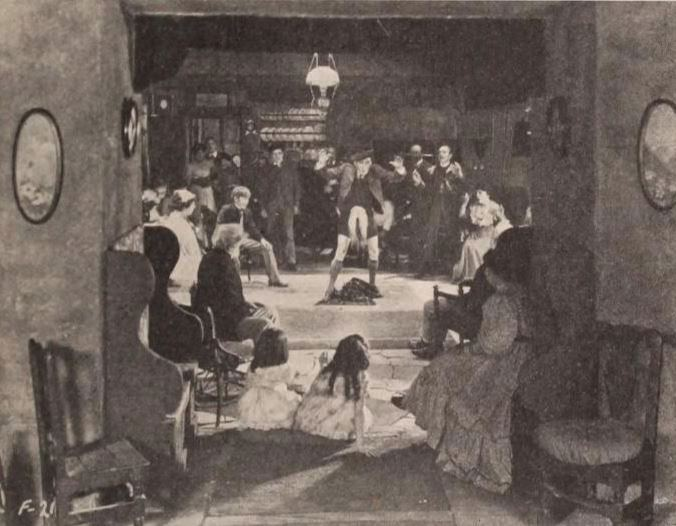
Danza scozzese

Stephan Blackmoore, un giovane ingegnere che ha lasciato il suo posto di lavoro presso l'acciaieria di Angus Ferguson per dedicarsi a una sua nuova invenzione, si reca dal suo ex principale per ritirare il denaro che gli è dovuto. Ma resta coinvolto, benché innocente, nell'omicidio di Ferguson, ucciso da suo figlio Bruce durante una rapina andata male. Del delitto viene incolpato e condannato Stephan. Sua moglie Jean, però, non crede alle accuse e continua ad essergli fedele. Non solo, continua il lavoro di perfezionamento dell'invenzione, respingendo anche un ricco corteggiatore. La situazione, però, sembra non potere avere soluzione. Solo la confessione del vero assassino riuscirà alla fine a far rilasciare l'innocente Stephan che, tornato finalmente libero, potrà così riunirsi alla moglie.

## Produzione
Il film, prodotto dalla Sidney A. Franklin Productions, venne girato nei Brunton Studios (Paramount) di Hollywood.

## Distribuzione
Il copyright del film, richiesto dalla Sidney A. Franklin Productions, fu registrato il 2 giugno 1921 con il numero LP16598.
Distribuito dalla Associated First National Pictures, il film uscì nelle sale statunitensi nel maggio 1921. In Danimarca, preso il titolo Mrs. Blackmores Hemmelighed, uscì il 22 gennaio 1923.
Non si conoscono copie ancora esistenti della pellicola che viene considerata presumibilmente perduta.